# Respiratoriske udvekslings kvotient
Den respiratoriske udvekslings kvotient (eller RER-værdien) er forholdet mellem det antal liter kuldioxid (VCO2) og antal liter ilt (VO2) i et åndedrag og kan være med til at give et indblik i hvilken metabolisme der foregår i kroppen.
Ved at måle dette forhold, kan man få en indikation af om der forbrændes mest fedt eller mest kulhydrat ved en given belastning. RER er omkring 0,8-0,85 i hvile ved en normal kost. Der forbrændes hovedsageligt fedt ved værdier fra 0,7 til 0,85, med en 100% fedtforbrænding ved 0,7. Det vil dog aldrig kunne lade sig gøre, da der altid vil være en mindre kulhydratforbrænding. Når værdien når over 0,85 er forbrændingen skiftet over til at være hovedsageligt kulhydrater og fra 1,00 og opefter foregår forbrændingen næsten 100% fra kulhydrater. I forbrændingen er der også en mindre protein-mængde, der dog er så lille, at det næsten ikke er relevant.
Jo hårdere intensitet motion der dyrkes, jo højere vil RER-værdien som regel være. Det vil sige at ved hård motion vil værdien overstige 1,00 og dermed vil der ikke længere blive forbrændt fedt. 
Udregningen af RER foregår som regel i et laboratorium, med test som en VO2max-test og kan ses som en indikator på hvornår deltageren i testen er tæt på at være udkørt og nær grænserne for deres cardio-respiratoriske system. En RER-værdi på over 1,1 bliver ofte brugt som en sekundært slutpunktskriterium for VO2max-testen.